# Dasygaster nephelistis
Dasygaster nephelistis là một loài bướm đêm trong họ Noctuidae.